# Hortensia Rodríguez
Hortensia Rodríguez fue una atleta argentina que competía para el Racing Club de Avellaneda.

## Trayectoria
En sus comienzos, sus padres le impidieron competir y hasta leer las noticias deportivas de los diarios.
En 1923, en el primer torneo internacional de atletismo organizado por el Club Atlético Femenino Alfa, el cual fue auspicido por la intendencia de Buenos Aires y se llevó a cabo el 22 y 23 de diciembre en el Club de Gimnasia y Esgrima de Buenos Aires, Hortensia Rodríguez obtuvo el primer puesto en los 300 metros:
- 1º: Hortensia Rodríguez (Racing) 46.4/5[3]
- 2º: S. Abinet (Dep. San Martín)[3]
- 3º: J.Ferrari[3]

Hortensia Rodríguez ganó a su vez, con 7 puntos, la competición de pentatlón, cuyas pruebas eran salto, jabalina, 60 m, bala y 300 m.
Hortensia Rodríguez luchó, juntó a Mercedes Nosti y la revista El Gráfico, para que las mujeres pudieran competir en torneos internacionales como el Campeonato Sudamericano de Atletismo, iniciado en 1919 y que solo admitió mujeres en 1939.
En la temporada de 1924/1925, las atletas de Racing, un total de 53 entre las que destacaba Hortensia Rodríguez y también se encontraba su hermana Enriqueta, quebraron nueve récords a nivel nacional y continental. Por ejemplo, Nita Acosta, otro símbolo de la época, igualó el registro mundial de 9 segundos en las 60 yardas vallas en el Torneo Atlético Femenino Municipal. Las actuaciones de las atletas eran de tanta importancia que más del diez por ciento de la Memoria y Balance General de 1925 se dedicó a sus logros en las pistas, idéntico porcentaje que el dedicado al equipo de fútbol que se consagró campeón en la máxima categoría por novena vez.
En 1925, luego de sus éxitos deportivos representando al club, se convirtió en una de las veinte primeras socias femeninas de Racing, institución fundada en 1903 en la que hasta entonces solo había socios varones. Las otras 19 fueron Maclina Costa, Haydée Egea, Elsa Fasiani, Ida Guareschi, Juanita Garavaglia, Julia García, Eugenia Hamelau, Edith Itoiz, Elba Itoiz, Martha Motta, Anita Niemann, Dora Padrón, Rosa Pardini, Regina Pérez, Celia Pérez Bertiaux, María Rodríguez, Delia Rodríguez, M.J. Rodríguez y Hanna Zehrefekd.
El diario Crítica, en su edición del martes 18 de agosto de 1925, publicó una columna titulada Una excelente atleta que decía lo siguiente:

En la señorita Hortensia Rodríguez tenemos una verdadera gran atleta. Muchos son los torneos en los cuales ha demostrado sus sobresalientes condiciones, logrando obtener merecidamente el título de nuestra mejor atleta. Y lo más notable en esta entusiaste deportista es que sin haber tratado nunca de  especializarse, ha logrado descollar en cuanta prueba se ha presentado, ya sea en carreras cortas, largas en lanzamiento y saltos, alzanzando performances records en casi todas ellas. El domingo último en el torneo del Femenino Alfa, obtuvo el primer puesto en las 60 yardas vallas, en el lanzamiento del disco, en los 200 metros llanos e integró además el equipo de postas del Racing que en excelente tiempo se adjudicó la prueba en 4x50 metros. No hay duda de que en la señorita Rodríguez hay verdadera pasta de atleta, que le permitirá alzanzar todavía un gran número de triunfos.

En una entrevista de 1940, Carola Lorenzini, pionera de la aviación argentina, contó que en la época en la que ella tenía pretensiones de sprinter estuvo a punto de competir con Hortensia Rodríguez, pero no pudo hacerlo porque su rival se empecinaba en salir antes de la señal:

Hortensia Rodríguez era una chica muy simpática y velocísima. Yo también tenía mis pretensiones de sprinter. Un día nos encontramos. Se iba a producir el choque..., pero no se produjo. Resulta que mi amable rival salía siempre antes de la señal... "Robaba", como se dice en atletismo... Y la carrera no se hizo porque la última vez también salió antes de la señal... y yo volví a quedarme en la raya.

El 9 de octubre de 1927, en el primer campeonato nacional femenino de atletismo, Hortensia Rodríguez ganó las pruebas de 80 metros (10.4) y 800 metros (3:04.0).